# Суперга
Суперга (на италиански: Superga) е хълм, разположен на южния бряг на река По, на изток от Торино в Северозападна Италия. На 672 метра над морското равнище е един от най-известните хълмове, които заобикалят града.
Суперга е известен с базиликата Суперга и нейната кралска крипта, която е традиционното гробно място на членовете на Савойската династия; железопътната линия, която го свързва с предградието на Торино Саси; и със самолетната катастрофа от 1949 г., в която целият футболен отбор на Торино, „Гранде Торино“, загива.
Хълмът се използва в състезанието за колоездене Милано-Торино, а от изданието от 2012 г. финалът е преместен на върха на Суперга.